# ویتسه
ویتسه (به آلمانی: Wietze) یک شهر در آلمان است که در Celle واقع شده‌است. ویتسه ۸٬۲۶۱ نفر جمعیت دارد.